# Maria Anna av Schwarzenberg
Maria Anna av Schwarzenberg, född 1706, död 1755, var en markgrevinna av Baden-Baden. Hon var dotter till Adam Franz Karl Eusebius von Schwarzenberg och Eleonore von Schwarzenberg. Hon gifte sig 1721 med Ludvig Georg av Baden-Baden.